# Las Ventillas
Las Ventillas es una localidad y pedanía española perteneciente al municipio de Motril, en la provincia de Granada. Está situada en la parte central de la comarca de la Costa Granadina. Cerca de esta localidad se encuentran los núcleos de Puntalón y El Varadero.